# Torre de l'Esquena
La Torre de l'Esquena és una obra eclèctica de Malgrat de Mar (Maresme) protegida com a Bé Cultural d'Interès Local.

## Descripció
Edifici situat al carrer de Sant Esteve, molt a prop de l'estació de RENFE. La torre de l'Esquerra, envoltada per un jardí, fou construïda l'any 1880, d'estil eclèctic reuneix tècniques artesanes (esmaltats, esgrafiats…) i elements decoratius diversos (motius florals, elements clàssics...). L'estructura de l'edifici és comuna a la d'altres cases de la població. Cal destacar la petita torre mirador amb cúpula de teula vidriada. Juntament a la torre de l'Esquerra s'hi troba la d'en Rossinyol, construïda l'any 1920, que juntament amb la de l'Arnau, la d'en Riera i la casa de la vila, modernistes, constitueixen un dels edificis més interessants de la població.